# El Señorio de Illescas
El Señorío de Illescas es un núcleo de población del municipio de Illescas, en la provincia de Toledo, en la comunidad autónoma de Castilla-La Mancha, limitando con la Comunidad de Madrid, con el municipio de Casarrubuelos.
Cuenta con una población de 9.226 (INE 2023) habitantes y una extensión de 2.000.000 de metros cuadrados. 
Situado el norte del municipio, tiene la particularidad que se encuentra separado del casco urbano, distando 2 kilómetros aproximadamente. Se encuentra a 37 km de Toledo y 33 km de Madrid.

## Historia
Tiene su origen a principios de la década de 2000 como un proyecto urbanístico de Fadesa Inmobiliaria S.A. que planifico una gran urbanización privada con campo de golf, el proyecto inicial fue complementado posteriormente con el P.A.U. "Alameda del Señorío de Illescas", más de 2.000 viviendas de promoción pública, y otros proyectos menores que trascendieron el proyecto de urbanización inicial, articulándose en la actualidad como un barrio más del municipio.

## Industria
En el Señorío de Illescas se encuentra el Parque Tecnológico de Illescas, Illescas Tecnología Avanzada de Composites (ITAC), de 500.000 metros cuadrados, que cuenta con la presencia de importantes empresas del sector aeronáutico como Airbus, Aernova Composites y Delta Illescas, así como con el Centro Nacional de Referencia Aeronáutica y el Centro Tecnológico Aeronáutico y Aeroespacial de Castilla-La Mancha. 
Al otro lado de la A-42 se encuentra el Polígono Cárcavas 2, 400.000 metros cuadros de suelo industrial y para plataformas logísticas.